# Hardancourt
Hardancourt é uma comuna francesa na região administrativa de Grande Leste, no departamento de Vosges. Estende-se por uma área de 3,33 km². Em 2010 a comuna tinha 41 habitantes (densidade: 12,3 hab./km²).